# 31. kolovoza
31. kolovoza (31. 8.) 243. je dan godine po gregorijanskom kalendaru (244. u prijestupnoj godini).
Do kraja godine imaju još 122 dana.

## Događaji
- 1862. – Na Zagrebački Zapadni kolodvor iz Zidanog Mosta stigla je prva lokomotiva. Okupio se gotovo cijeli grad kako bi vidio tu zadimljenu kočiju koja se kreće bez konja.
- 1888. – U Londonu je serijski ubojica Jack Trbosjek ubio svoju prvu žrtvu.
- 1897. – U Baselu počeo Prvi svjetski cionistički kongres. Izaslanici koje je sazvao austrijski novinar Theodor Herzl zahtijevali su osnivanje židovske države u Palestini. Dvadeset godina poslije počeli su pregovori cionista i Velike Britanije o posjedu u Palestini pod britanskim mandatom.
- 1946. – Pred Međunarodnim ratnim sudom u Nürnbergu 22 optužena imala su završnu riječ. Svi optuženi izjavili su da se ne osjećaju krivima, a nekadašnji maršal Göring tvrdio je kako je htio spriječiti rat.
- 1957. – Neovisnost Malezije od Velike Britanije
- 1977. – U Rodeziji je na parlamentarnim izborima pobijedila stranka premijera Iana D. Smitha.
- 1991. – Na zagrebačkoj zračnoj luci Plesu JNA je uhitila hrvatsko-kanadskog poduzetnika Antuna Kikaša u Boeingu 737 ugandske zrakoplovne tvrtke, s 18 tona lakog pješačkog i protuoklopnog naoružanja namijenjenog MUP RH i ZNG-u.[1]
- 1997. – U automobilskoj nesreći u Parizu poginula Diana, princeza od Walesa.

| - 12. – Kaligula, rimski car († 41.) - 1811. – Theophile Gautier, francuski pjesnik, romanopisac i kritičar - 1834. – Natko Nodilo, hrvatski političar, povjesničar i publicist († 1912.) - 1860. – Ante Biankini, hrvatski liječnik i političar († 1934.) - 1861. – Josip Binički, hrvatski pedagog i pisac († 1952.) - 1970. – Maria Montessori, talijanska pedagoginja, liječnica, feministkinja, tvorac Montessori pedagoške metode. - 1884. – Mato Hanžeković, hrvatski književnik, povjesničar i publicist († 1955.) - 1904. – Zlatka Radica, hrvatska operna pjevačica († 1990.) - 1908. – William Saroyan, američki književnik († 1981.) - 1949. – Richard Gere, američki glumac - 1961. – Tonino Picula, hrvatski političar - 1970. – Ranija Al-Abdulah, jordanska kraljica - 1980. – Mario Valentić, hrvatski glumac - 1982. – Pablo Munhoz, urugvajski nogometaš, bivši igrač Hajduka - 1985. – Mohammed bin Salman, saudijski političar - 1996. – Sandro Meštrić, hrvatski rukometaš - 1997. – Dika Mem, francuski rukometaš - 2001. – Amanda Anisimova, američka tenisačica ruskoga porijekla | - 1056. – Teodora III., bizantska carica (* 981.) - 1422. – Henrik V. kralj Engleske - 1528. – Matthias Grünewald, njemački slikar (* između 1475./1480.) - 1724. – Luj I., kralj Španjolske (* 1707.) - 1811. – Louis-Antoine de Bougainville, francuski časnik, matematičar i viceadmiral (* 1729.) - 1867. – Charles Baudelaire, francuski pjesnik i kritičar (* 1821.) - 1920. – Wilhelm Wundt, njemački filozof i psiholog (* 1832.) - 1927. – Andranik Ozanjan, armenski političar (* 1865.) - 1930. – Ivan Mušković, gradišćanskohrvatski pisac i pjesnik (* 1848.) - 1945. – Stefan Banach, poljski matematičar (* 1892.) - 1963. – Georges Braque, francuski slikar (* 1882.) - 1969. – Rocky Marciano, poznati američki boksač teške kategorije. - 1973. – John Ford, američki redatelj (* 1875.) - 1985. – Frank Macfarlane Burnet, australski virolog (* 1899.) - 2005. – Józef Rotblat, britanski fizičar (* 1908.) - 2023. – Miroslav Bertoša, hrvatski enciklopedist i povjesničar (* 1938.) |